# Trichoniscus tolosanus
Trichoniscus tolosanus is een pissebed uit de familie Trichoniscidae. De wetenschappelijke naam van de soort is voor het eerst geldig gepubliceerd in 1925 door Albert Vandel.